# Jun Kunimura
Jun Kunimura, född den 16 november 1955 i Yatsushiro, är en japansk skådespelare.
Kunimura har bland annat medverkat i TV-serien Sunny. Han har även medverkat i filmerna Midway och Pojken och hägern.

## Filmografi (urval)
- 1999 – Audition
- 2001 – Ichi the Killer
- 2003 – Kill Bill: Volume 1
- 2013 – Det blåser upp en vind
- 2013 – Sådan far, sådan son
- 2019 – Midway
- 2023 – Pojken och hägern
- 2024 – Sunny (TV-serie)